# Mille Plateaux (label)
Pour l'ouvrage de théorie politique, voir Mille Plateaux.
Mille Plateaux est un label discographique indépendant allemand de musique électronique, basé à Francfort, reconnu pour ses publications de techno minimale, de glitch, et d'autres genres de musique électronique expérimentale. Il était dirigé par Achim Szepanski.

## Histoire
Le label tire son nom de Mille Plateaux, une œuvre de Gilles Deleuze et Félix Guattari publiée en 1980. En 2000, le label profitant de l'engouement de la scène électronique pour le glitch sort ses Clicks and Cuts Series, qui compilaient des morceaux d'artistes (signés ou non sur le label) qui exploraient la veine du glitch.
En 2004, la maison-mère de Mille Plateaux, Force Inc. Music Works, fait faillite en raison de la disparition du principal distributeur indépendant allemand, EFA-Medien ; c'est un coup dur pour Mille Plateaux et les autres labels associés à  Force Inc. Music Works. Le label est relancé en 2004 sous le nom de MillePlateauxMedia ; il reprend son nom originel en 2006, en tant qu'élément de la nouvelle famille du label Disco Inc. Ltd, qui marque également le retour de Force Inc. et Force Tracks. En mars 2008, Mille Plateaux est racheté par Total Recall, un distributeur et boutique de musique en ligne. 
En 2018, le label est relancé par Achim Szepanski. Il publie depuis lors aussi bien en ligne que sur vinyle, CD, clé USB et cassette. Outre un certain nombre de nouveaux artistes, Thomas Köner et Cristian Vogel font partie des artistes originaux qui collaborent à nouveau avec le label. En 2020, Mille Plateaux publie en coopération avec le blog NON l'ouvrage Ultrablack of Music, avec des textes d'auteurs et d'artistes comme  Benjamin Noys, Holger Schulze, Thomas Brinkmann, Frédéric Neyrat, Bernd Herzogenrath, Marcus Schmickler et Julian Rohrhuber. Une compilation numérique de 34 morceaux sort en même temps. À cet égard, le concept d'ultrablackness est précurseur pour la nouvelle édition du label : « Anonyme, sombre, noir, caché, occulté, codé, opaque, undercover, incompréhensible : Ultrablack of Music ose l'exode et écoute ces forces et ces sons qui parlent de l'inaudible dans la musique. Le son, c'est la vibration, la résonance et la diffraction des ondes dans le cosmos noir ».

## Groupes et artistes
Parmi les groupes et artistes du label, on peut citer Alec Empire, Kid 606, Akufen, Thomas Köner, Donnacha Costello, SND, Terre Thaemlitz, Porter Ricks, Ultra-red, Beequeen, Christophe Charles, Cristian Vogel, Oval et Microstoria.